# Rödvedsskinn
Rödvedsskinn (Phanerochaete sanguinea) är en svampart som först beskrevs av Elias Fries, och fick sitt nu gällande namn av Zdeněk Pouzar 1973. Rödvedsskinn ingår i släktet Phanerochaete och familjen Phanerochaetaceae.  Arten är reproducerande i Sverige. Inga underarter finns listade i Catalogue of Life.